# 陣亡

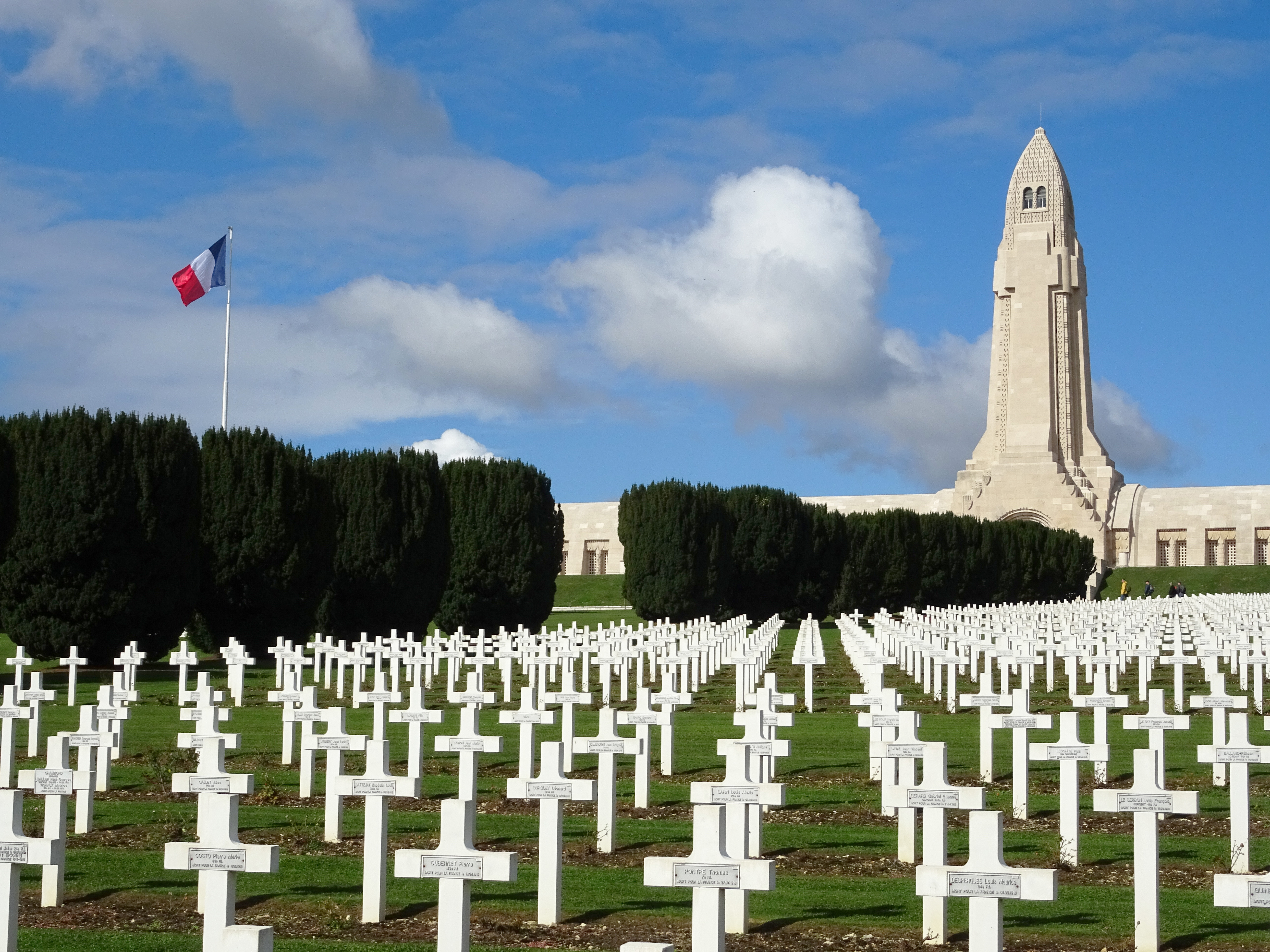
凡爾登戰役陣亡軍人公墓，位於法國凡爾登杜奧蒙

陣亡（英語：Killed In Action，簡稱 KIA）又称陣殁，是軍隊當中廣泛用來描述部隊傷亡人員的軍事用語，意指在戰爭中遭受敵軍攻擊或是友軍誤擊而死亡的士兵。
美军军语KIA代表一個士兵在戰爭中受到攻擊而在到达医疗设施前死亡。而「受傷而死亡」（Died of Wounds，簡稱DOW）意指士兵生還至接受醫學治療，但是依然不治。北大西洋公約組織曾制定DWRIA（Died of Wounds Received in Action）取代DOW，然而歷史上軍隊與歷史學家都使用前一種首字母縮略字（即KIA）。美军从二战以来都会将战争中失踪的军人在之后归类为失踪推定战死（die in battle ），如唐·费斯中校曾很短暂地被认定为失踪但一年后就被修改为战死尸体未寻获，在62年后因寻获遗体被修改分类为战死尸体确认（美国防部战俘及失踪人员办公室称为accounted for，未确认尸体者称为unaccounted for有时也会写成missing，如就朝鲜战争美军尚有八千左右失踪人员，这并不意味着美军仍认定这些人活着，事实上民法都规定平民在失踪七年后即推定死亡的）。

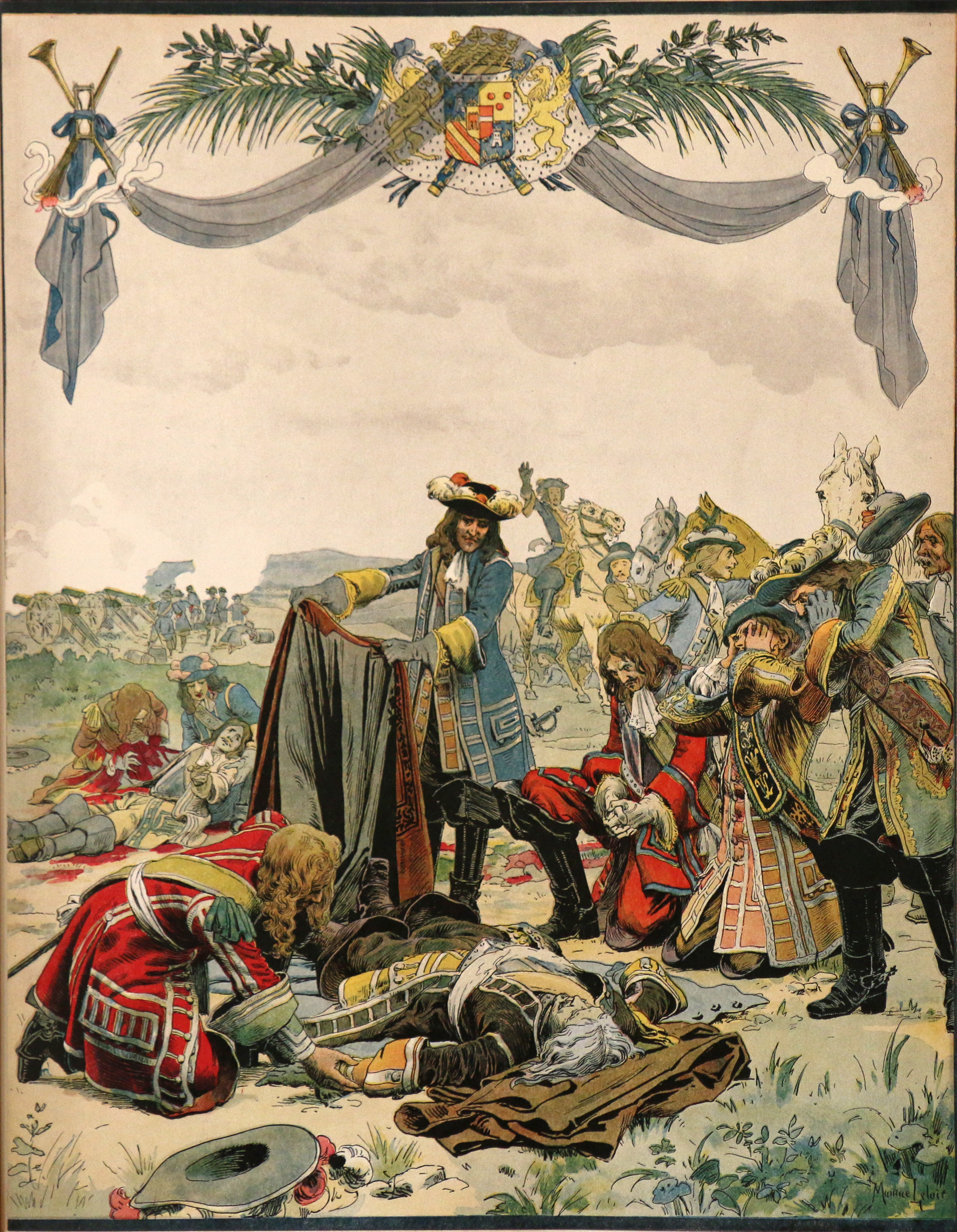
描繪法國元帥蒂雷納子爵陣亡的圖像

日本至二战为止，对于战争中死亡有多种不同含义的表述：在当时出版的（也包括二战后防卫厅出版的战史中）战死包括KIA和DOW两种情况，而军人在战场病死称为战病死，如一号作战中日军战死一万二千余人，但是战病死（实际为缺少营养的并发症，也就是大部分饿死）也有同样数目且日军医疗保障能力不足经常出现死伤比例为一比二甚至接近一比一的情况。不管军人平民因为卷入战争而失去生命称为戰歿。但是在现代也有一些日本文献开始将日军死于一场战役的军人统称为战死。